# Neoceratitis flavoscutellata
Neoceratitis flavoscutellata är en tvåvingeart som beskrevs av Merz och Dawah 2005. Neoceratitis flavoscutellata ingår i släktet Neoceratitis och familjen borrflugor.
Artens utbredningsområde är Saudiarabien. Inga underarter finns listade i Catalogue of Life.